# Унгурс Едуард Антонович
Едуа́рд Анто́нович У́нгурс (1928—1986) — український волейболіст, майстер спорту СРСР.

## З життєпису
Народився 1928 року в Балтії.
Майстер спорту, виступав за одеську волейбольну команду «Буревісник», нападаючий.
Бронзовий призер чемпіонату світу 1956 року. Бронзовий призер чемпіонатів СРСР 1954, 1955 та 1957 років.
1956 року в складі команди УРСР виграв першу Спартакіаду народів СРСР. Керував командою тренер Олександр Дюжев. Капітаном був Михайло Піменов; Київ представляли Юрій Савченко та Іван Тищенко, Харків — Георгій Гафанович, Володимир Степанович Горбунов та Борис Ломоносов; Одесу — Марк Барський, Анатолій Закржевський, Георгій Мондзолевський, Валентин Салін.
Після завершення виступів — інструктор фізкультури.
№ 9 в списку найкращих волейболістів Одеси XX століття.